# Odensestadion
Het Odensestadion is een voetbalstadion in Odense (Denemarken) en is de thuishaven van voetbalclub Odense BK. Het stadion biedt plaats aan 15.790 toeschouwers. Het Odensestadion werd geopend in 1941.
Sinds 2005 staat het stadion ook bekend onder een sponsornaam. Dit waren achtereenvolgens Fionia Park (2005–2010), TRE-FOR Park (2010–2016), EWII Park (2016–2018) en sinds juni 2018 Nature Energy Park.

## Interlands
Het Deens voetbalelftal speelde enkele interlands in het stadion.
| 1 | 11 september 1962 | Denemarken – Nederlandse Antillen | 3 – 1 | Vriendschappelijk    | 4.000  |
| 2 | 5 juni 1988       | Denemarken – België               | 3 – 1 | Vriendschappelijk    | 20.622 |
| 3 | 9 april 1991      | Denemarken – Bulgarije            | 1 – 1 | Vriendschappelijk    | 4.004  |
| 4 | 5 juni 1991       | Denemarken – Oostenrijk           | 2 – 1 | EK 1992 kwalificatie | 12.521 |
| 5 | 13 november 1991  | Denemarken – Noord-Ierland        | 2 – 1 | EK 1992 kwalificatie | 10.881 |
| 6 | 16 augustus 2006  | Denemarken – Polen                | 2 – 0 | Vriendschappelijk    | 11.088 |
| 7 | 15 augustus 2012  | Denemarken – Slowakije            | 1 – 3 | Vriendschappelijk    | 9.209  |
| 8 | 3 september 2014  | Denemarken – Turkije              | 1 – 2 | Vriendschappelijk    | 13.169 |

Blue Water Arena (Esbjerg fB) ·
Brøndbystadion (Brøndby IF) ·
Cepheus Park Randers (Randers FC) ·
DS Arena (Hobro IK) ·
Farum Park (FC Nordsjælland) ·
MCH Arena (FC Midtjylland) ·
Nordjyske Arena (Aalborg BK) ·
NRGi Park (Aarhus GF) ·
Odensestadion (Odense BK) ·
Parken (FC Kopenhagen) ·
Sydbank Park (SønderjyskE) ·
Viborgstadion (Viborg FF)
CASA Arena Horsens (AC Horsens) ·
Harboe Arena Slagelse (FC Vestsjælland) ·
Helsingørstadion (FC Helsingør) ·
Herfølgestadion (HB Køge) ·
Hjørringstadion (Vendsyssel FF) ·
Lyngbystadion (Lyngby BK) ·
Mascot Park (Silkeborg IF) ·
Monjasa Park (FC Fredericia) ·
Næstvedstadion (Næstved BK) ·
Roskilde Idrætspark (FC Roskilde) ·
Spar Nord Arena (Skive IK) ·
Vejlestadion (Vejle BK)